# Њоке
Њоке су врста тестенине које се састоје од теста које се може направити од гриза, обичног пшеничног брашна, јаја, сира, кромпира, презли, кукурузног брашна или сличних састојака,   и евентуално ароме зачинског биља, поврћа, какаа или сувих шљива. Тесто за њоке најчешће се разваља пре него што се исече на ситне комаде приближно величине пампура. Затим се мале кнедле притискају виљушком или рендером сира да би се направили гребени у којима се може задржати сос. Алтернативно, они су једноставно исечени на мале грудвице. Њоке се обично једу као замена за тестенине у првом јелу, али могу се послужити и као прилог уз нека главна јела.

## Карактеристике и састав
Као и многа италијанска јела, њоке имају значајне разлике у рецептима и именима у различитим регионима. На пример, ломбардијски и тоскански malfatti су направљени од рикоте, брашна и спанаћа, као и уз додатак разних других биља ако је потребно.  Тоскански gnudi садрже мање брашна; али неке врсте врсте су засноване на брашну, као кампанијски strangulaprievete, апулијски cavatelli, сардинијски malloreddus, итд. Њоке се обично кувају самостално у сланој кипућој води, а затим се преливају разним сосовима, у зависности од врсте њока и рецепта који се користи. Неке њоке се могу направити од комада куване паленте или гриза, који се рашире да се осуше, а затим преливају сиром и маслацем и завршавају печењем у рерни.
Њоке се једу као прво јело као алтернатива супи или тестенини. Уобичајено уз њоке се служи растопљени путер са жалфијом, пестом, као и разни сосеви. Обично су домаће производње у италијанским и италијанско-имигрантским домаћинствима. Такође се могу купити свеже у специјализованим продавницама. У супермаркетима су индустријски произведене, упаковане њоке широко доступне у фрижидеру, сушене или у смрзнутом облику. Њихова припрема је слична тестенини, јер се кувају у води, а затим се сервирају са сосом. Ако се за супу желе минијатурне њоке, оне се могу направити потискивањем теста од њока кроз грубо сито или перфорирану кашику.

## Порекло
Реч њоки може бити изведена од италијанске речи nocchio, што значи чвор у дрвету, или од nocca, што значи зглоб. То је традиционална врста италијанске тестенине још од римског доба. Увеле су га римске легије током ширења царства у земље европског континента. У римско доба њоке су се правиле од каше налик гриз каши помешаној са јајима, а и данас се налазе у сличним облицима, посебно њоке печене у пећници ала романа и сардинијски malloreddus  које не садрже јаја.
Постоје бројни италијански региони који воле да истичу како су управо они заслужни за њоке. Иако се генерално везују за северну Италију, истина је да се ово јело може пронаћи у свим италијанским регијама, у различитим облицима, са различитим састојцима- белим брашном, кукурузним брашном, хлебом, брашном од лешника или поврћем – од бундеве преко спанаћа до класичног парадајза. Њоке са парадајзом које су вољене широм света потичу из 16. века када су Шпанци донели парадајз из Јужне Америке и представили га италијанским куварима. У 15. веку, у Ломбардији, њоке су се правиле од хлеба, млека и бадема и звале су се zanzarelli. 1570. године у књизи рецепата кувара Бартоломеа Скапија, њоке су се правиле од грудвица брашна и хлеба, које су се мешале са водом и пролазиле кроз рендаљку за сир. У 19. веку, деда италијанске кухиње, Пелегрино Артуси, објавио је рецепт за њоке од кромпира припремљене на идентичан начин на који се спремају данас.
Употреба кромпира је релативно недавна иновација, која се догодила након увођења кромпира у Европу у 16. веку. Њоке од кромпира су посебно популарне у Абруцу, Фурланија-Јулијској крајини, Венету и Лацију. Као и код осталих јела од пиреа од кромпира, најбоље их је припремити са скробним кромпиром како би задржао лагану текстуру.
Домаће њоке обично се конзумирају истог дана када су направљене, док индустријски произведене њоке имају рок трајања отприлике два месеца при 2 °C (36 °F).
Комерцијалне њоке се често продају под модификованом атмосферском амбалажом и могу да достигну рок трајања од две недеље у хладњаку.

## Рецепти са њокама
Постоје бројни рецепти са њокама, од самих њока до прелива и прилога. Неки од њих су: њоке карбонара, њоке са три сира, њоке од батата, њоке са сосом од парадајза, њоке са бундевом, рикотом и паприкама, њоке у сосу са поврћем и телетином, њоке са шунком и павлаком, њоке са сланином и пармезаном, итд.

## Галерија
- Припрема њоки
- Њоке од спанаћа
- Њоке са тартуфима
- Њоке са парадајз сосом